# Stria vascularis

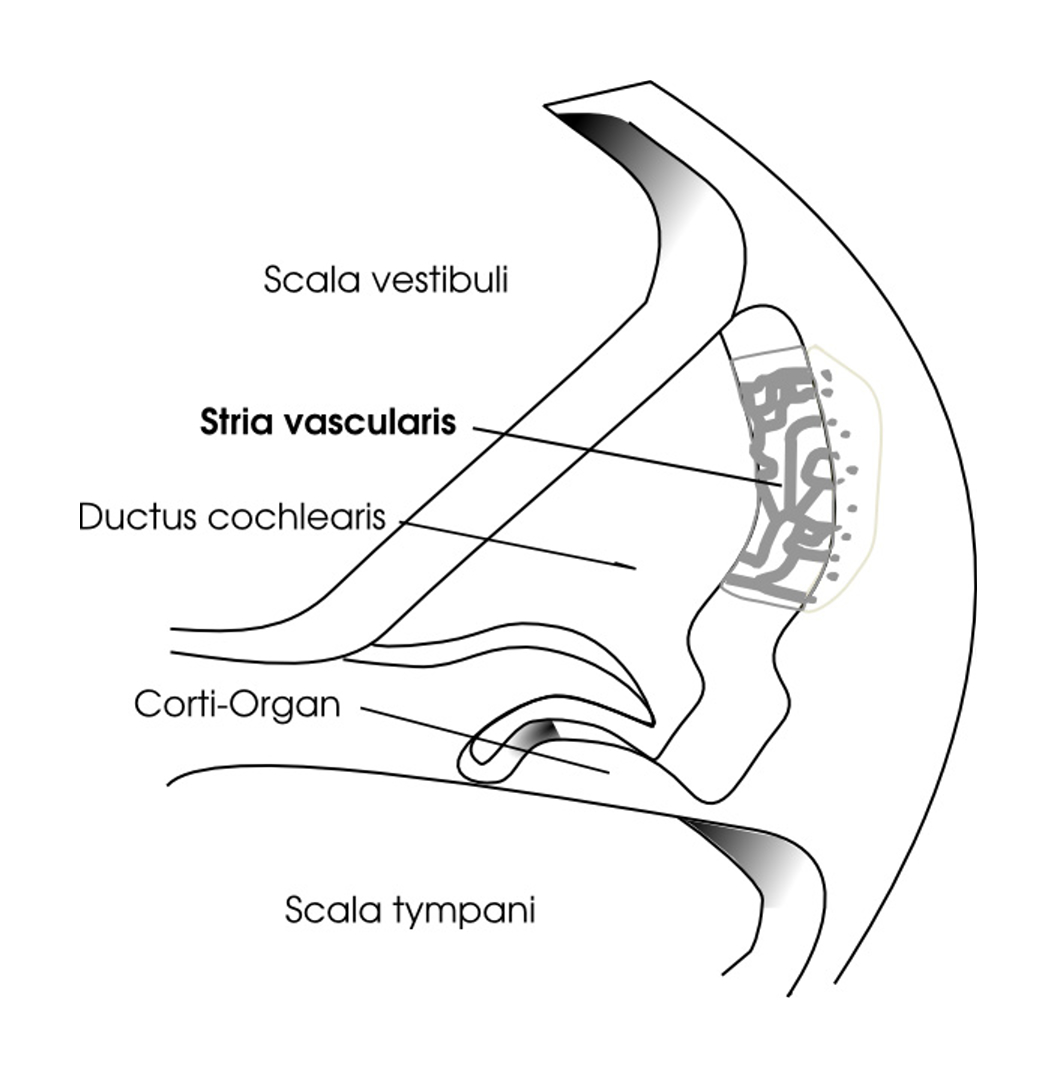
Schematischer Schnitt durch die Cochlea mit Stria vascularis und ihrem Kapillarnetz

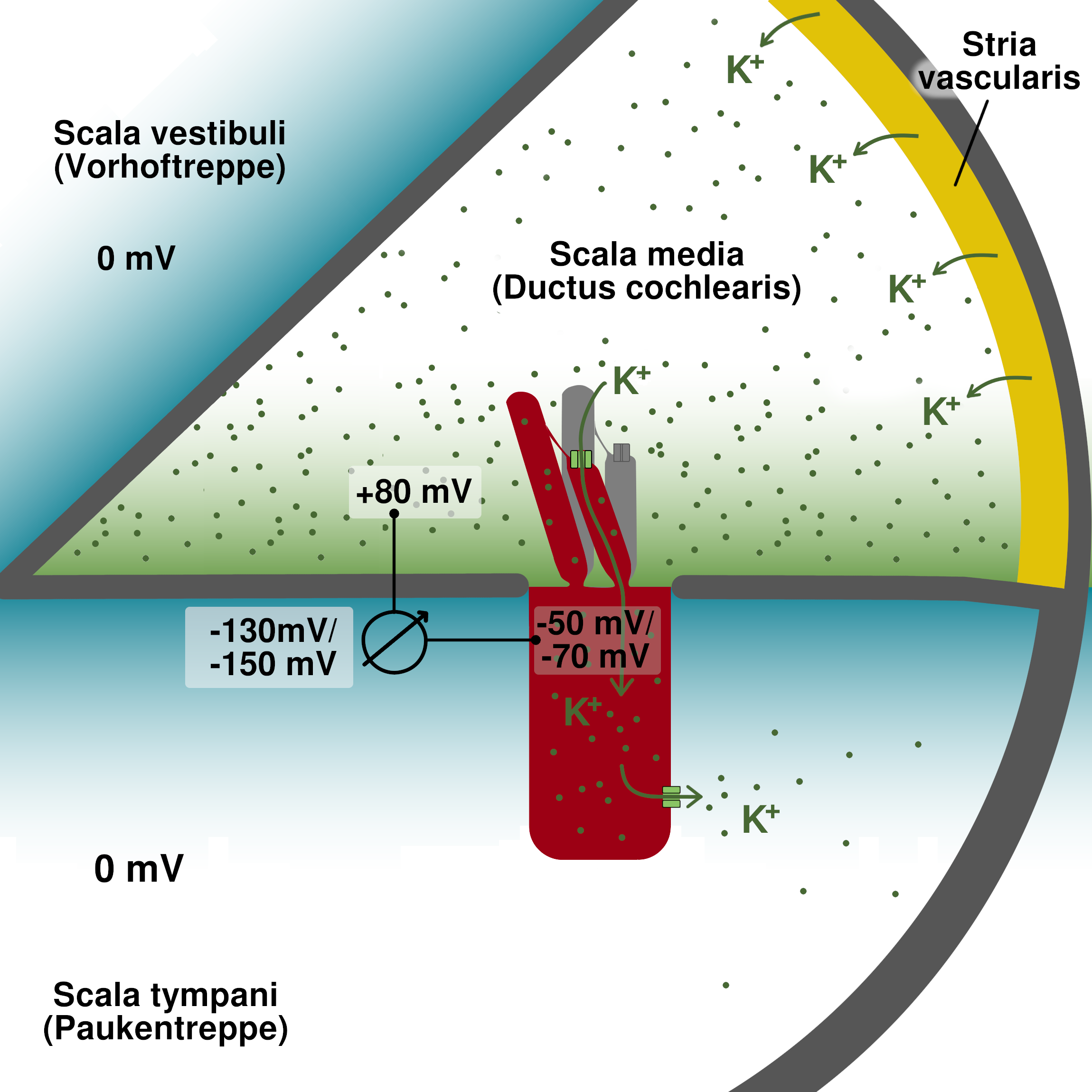
Potentialverhältnisse im Innenohr. Der Kaliumeinstrom in die Haarzelle resultiert aus dem elektrischen Potentialunterschied, der durch das positive endocochleäre Potential sowie das negative Potential der Haarzelle gebildet wird.

Die Stria vascularis (lat.: „Gefäßstreifen“) ist ein streifenförmiges Organ mit epithelialem Aufbau an der Außenwand des Ductus cochlearis in der Schnecke (Cochlea) des Innenohres. Sie reguliert die Ionenkonzentration der Endolymphe.
Sie ist als einziges Epithel des menschlichen Körpers vaskularisiert und besteht aus drei Schichten verschiedener Zellen (Basalzellen, Intermediärzellen und Marginalzellen). Letztere besitzen basolateral einen Na-K-2Cl-Cotransporter (NKCC1) und apikal einen Kaliumkanal, der einen Kaliumausstrom von den Marginalzellen in die Endolymphe ermöglicht. Dadurch wird die Endolymphe stark mit Kalium angereichert und es bildet sich zwischen Endolymphe und Perilymphe ein elektrisches Potenzial von ca. 80–90 mV (endocochleäres Potenzial), das für die Transduktionsvorgänge in den Haarzellen des Corti-Organs von elementarer Bedeutung ist. Die Endothelzellen der Stria vascularis bilden die Blut-Labyrinth-Barriere, die nicht nur die Ionenkonzentration aufrechterhält, sondern auch den Übertritt höhermolekularer Stoffe in das Innenohr verhindert.
Wird der NKCC1-Kanal geschädigt oder durch ototoxische Substanzen gehemmt (z. B. mit Furosemid, einem Schleifendiuretikum), resultieren Hörverluste von 30 bis 50 dB.